# Boogerman: A Pick and Flick Adventure
Boogerman: A Pick and Flick Adventure è un videogioco a piattaforme del 1994 sviluppato e pubblicato da Interplay Entertainment per Sega Mega Drive. Il gioco è stato successivamente convertito per Super Nintendo Entertainment System. La versione per Mega Drive è stata inoltre distribuita per Wii tramite Virtual Console.
Il protagonista del gioco compare nel videogioco ClayFighter 63 1/3 in cui viene doppiato da Dan Castellaneta.